# FC Libertas Wien
Der FC Libertas Wien (lat. Freiheit) war ein österreichischer Fußballverein aus Ottakring, einem Stadtteil Wiens. Er spielte von 1932 bis 1937 insgesamt fünf Saisonen lang in der I. Liga und erreichte als beste Platzierung einen fünften Platz 1935.

## Geschichte

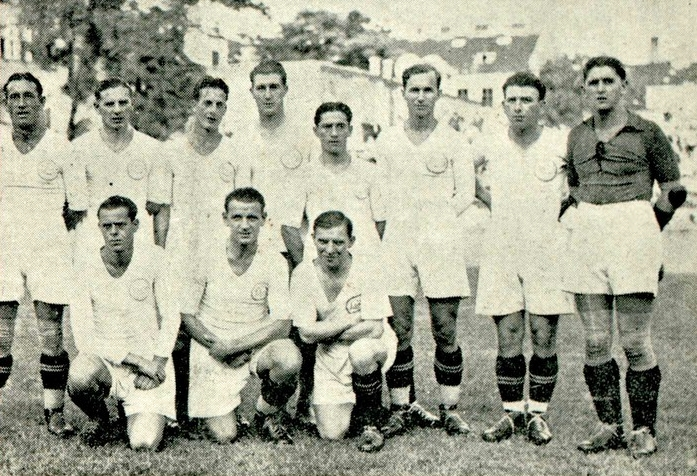
FC Libertas Wien im türkischen Gol Spor Magazin von 1935

Libertas wurde 1914 von einigen Gymnasiasten aus dem Grätzl um den Ottakringer Brunnenmarkt gegründet. Unter ihnen fanden sich unter anderem auch Josef Gerö, späterer ÖFB-Präsident, UEFA-Vizepräsident sowie Justizminister und auch Karl Zankl, späterer WFV-Präsident. Die rapidbegeisterten Schüler erwählten grün-weiß zu den Farben ihres Klubs und traten bald der FUAN bei. Nachdem sich dieser Konkurrenzverband zum ÖFV während des Ersten Weltkrieges aufgelöst hatte, nahm Libertas ab 1918 schließlich an der „richtigen Meisterschaft teil“. Der Klub fristete mehrere Jahre ein Schattendasein in den unteren Wiener Ligen. Eine kurzzeitige Fusion 1922 mit den Josefstädter Sportfreunden ging in die Brüche, bis 1928 kam der Klub nicht über die Dritte Klasse hinaus. Dennoch brachte der Klub in dieser Zeit mit Josef Horejs und Walter Nausch zwei später international sehr erfolgreiche Spieler hervor, die mit Sparta Prag beziehungsweise FK Austria Wien den Mitropapokal gewinnen konnten.
1927 schloss sich der Verein mit dem zweitklassigen SC International Wien zur International-Libertas zusammen. Der zweitklassige Klub trat bereits ab der Folgesaison 1928/29 allerdings nur noch als FC Libertas Wien auf. Erreichte der Klub damals bereits den fünften Platz in der II. Liga, konnte man 1931/32 dank einer überragenden Stürmerleistung von Julius Pfau bereits die Zweitligameisterschaft in Empfang nehmen und in die I. Liga aufsteigen. Das erste Spiel in der höchsten österreichischen Spielklasse fand vor 16.000 Zuschauern am 27. August 1932 gegen Rapid statt und endete 0:0 – vier Jahre zuvor hatte man noch ein 0:14-Debakel gegen die Hütteldorfer im ÖFB-Cup einstecken müssen. Bereits in der nächsten Runde sollte der erste Sieg gegen den WAC gelingen. Dennoch spielte Libertas die ersten Jahre gegen den Abstieg, war sowohl 1932/33 als auch 1933/34 Vorletzter. Da sich der Libertas-Sportplatz zu klein für die I. Liga erwies, wurde der Verein zunächst am Dornbacher Sport-Club-Platz und später am Wacker'schen Schönbrunner Platz in der Rosasgasse Untermieter.
Auch international vermochte sich der Ottakringer Bezirksklub durchaus Renommee zu verschaffen. So konnte das Luxemburger Osterturnier 1932 im Finale gegen den FC Basel und 1933 im Endspiel gegen Fortuna Düsseldorf gewonnen werden. Zum zweifellosen Höhepunkt der Vereinsgeschichte entwickelte sich die Saison 1934/35, der Verein wurde Fünfter hinter Rapid, Vienna, Admira und Wacker. Mit Ludwig Brousek, Josef Lebeda und Rudolf Schlauf stellte Libertas dieser Tage in einem Länderspiel gegen Polen gleich drei Nationalspieler. Bald stellte sich jedoch wieder der Abstiegskampf in Ottakring ein, 1936 nur zehnter von zwölf, doch im ÖFB-Cup konnte der Klub bis ins Halbfinale vorstoßen. Nach Siegen über die niederösterreichischen Vereine SC Rapid Oberlaa und Germania Schwechat schaffte Libertas mit einem 3:2 über den SK Sturm Graz den Sprung unter die letzten vier. Im Semifinale musste man sich Vizemeister Vienna letztlich 1:3 beugen.
1937 musste der Klub durch die Reduktion der Liga auf zehn Vereine als Drittletzter in die zweite Liga, die damals den Namen I. Liga erbte. Der Ausbruch des Zweiten Weltkrieges brachte es mit sich, dass die Libertas, obwohl sie durchaus gute Ergebnisse in der Zweitligameisterschaft erzielte, mit dem Bezirksrivalen SC Red Star Wien 1941 fusionierte, um einen weiteren Spielbetrieb garantieren zu können. In der Saison vor dem Zusammenschluss hatten die beiden Teams den zweiten und dritten Platz in der zweitklassigen 1. Klasse Wien A eingenommen. Damit fand die Geschichte des bislang einzigen Ottakringer Erstligisten ein Ende, da nach Kriegsende keine Reaktivierung erfolgte.

## Spieler, Trainer und Funktionäre
| - Ludwig Brousek - Eduard Frühwirth - Josef Frühwirth | - Josef Horejs - Willibald Kirbes - Josef Lebeda | - Walter Nausch - Rudolf Schlauf |

Weitere Spieler, Trainer und Funktionäre sind in der Kategorie:Person (FC Libertas Wien) zu finden.

## Erfolge
- 5 × Erstligateilnahme: 1933–1937 (5. Platz 1933)
- 1 × Österreichischer Zweitligameister: 1932 (II. Liga)
- 1 × Halbfinale ÖFB-Cup: 1936
- 2 × Sieger Luxemburger Osterturnier: 1932, 1933